# 20e étape du Tour d'Italie 2011
Pour un article plus général, voir Tour d'Italie 2011.
La 20e étape du Tour d'Italie 2011 s'est déroulée le samedi 28 mai 2011. Verbania est la ville de départ, et Sestrière la ville d'arrivée. Le parcours a eu lieu sur un parcours de haute-montagne d'un distance de 242 km. Il s'agit de la dernière étape de montagne avant l'arrivée finale à Milan.
Le Biélorusse Vasil Kiryienka (Movistar) remporte cette étape devant en solitaire. L'Espagnol Alberto Contador (Saxo Bank-SunGard) conserve le maillot rose de leader,.

## Côtes
| Premier   | Vasil Kiryienka   | 15 pts |
| Deuxième  | José Rujano       | 9 pts  |
| Troisième | Carlos Betancur   | 5 pts  |
| Quatrième | Joaquim Rodríguez | 3 pts  |
| Cinquième | Alberto Contador  | 2 pts  |
| Sixième   | Steven Kruijswijk | 1 pts  |

| Premier   | Vasil Kiryienka   | 9 pts |
| Deuxième  | José Rujano       | 5 pts |
| Troisième | Joaquim Rodríguez | 3 pts |
| Quatrième | Carlos Betancur   | 2 pts |
| Cinquième | John Gadret       | 1 pts |

## Sprint volant
- Sprint volant à Turin (kilomètre 144,1)

| Premier   | Sebastian Lang     | 5 pts |
| Deuxième  | Frederik Veuchelen | 4 pts |
| Troisième | Luca Mazzanti      | 3 pt  |
| Quatrième | Kevin Seeldraeyers | 2 pts |
| Cinquième | Vasil Kiryienka    | 1 pts |

## Classement de l'étape
|    | Coureur           | Pays        | Équipe                  |    | Temps           |
| -- | ----------------- | ----------- | ----------------------- | -- | --------------- |
| 1  | Vasil Kiryienka   | Biélorussie | Movistar                | en | 6 h 17 min 03 s |
| 2  | José Rujano       | Venezuela   | Androni Giocattoli-CIPI | +  | 4 min 43 s      |
| 3  | Joaquim Rodríguez | Espagne     | Team Katusha            |    | 4 min 50 s      |
| 4  | Carlos Betancur   | Colombie    | Acqua & Sapone          |    | 5 min 31 s      |
| 5  | John Gadret       | France      | AG2R La Mondiale        |    | 5 min 54 s      |
| 6  | Michele Scarponi  | Italie      | Lampre-ISD              |    | 5 min 58 s      |
| 7  | Steven Kruijswijk | Pays-Bas    | Rabobank                |    | 5 min 58 s      |
|    | Alberto Contador  | Espagne     | Saxo Bank-SunGard       |    | 5 min 58 s      |
| 9  | Denis Menchov     | Russie      | Geox-TMC                |    | 5 min 58 s      |
| 10 | Roman Kreuziger   | Tchéquie    | Astana                  |    | 6 min 16 s      |

## Classement général
|    | Coureur             | Pays        | Équipe                  |    | Temps            |
| -- | ------------------- | ----------- | ----------------------- | -- | ---------------- |
|    | Alberto Contador    | Espagne     | Saxo Bank-SunGard       | en | 83 h 34 min 25 s |
| 1  | Michele Scarponi    | Italie      | Lampre-ISD              | en | 83 h 39 min 43 s |
| 2  | Vincenzo Nibali     | Italie      | Liquigas-Cannondale     |    | 56 s             |
| 3  | John Gadret         | France      | AG2R La Mondiale        |    | 2 min 31 s       |
| 4  | Joaquim Rodríguez   | Espagne     | Team Katusha            |    | 4 min 9 s        |
| 5  | José Rujano         | Venezuela   | Androni Giocattoli-CIPI |    | 5 min 5 s        |
| 6  | Roman Kreuziger     | Tchéquie    | Astana                  |    | 5 min 20 s       |
| 7  | Denis Menchov       | Russie      | Geox-TMC                |    | 5 min 33 s       |
| 8  | Steven Kruijswijk   | Pays-Bas    | Rabobank                |    | 7 min 38 s       |
| 9  | Mikel Nieve         | Espagne     | Euskaltel-Euskadi       |    | 7 min 39 s       |
| 10 | Kanstantsin Siutsou | Biélorussie | Team HTC-Highroad       |    | 8 min 12 s       |

## Classements annexes

### Classement par points
|   | Cycliste         | Équipe              | Points  |
| - | ---------------- | ------------------- | ------- |
| 1 | Alberto Contador | Saxo Bank-SunGard   | 186 pts |
| 1 | Michele Scarponi | Lampre-ISD          | 122 pts |
| 3 | Vincenzo Nibali  | Liquigas-Cannondale | 116 pts |

### Classement du meilleur grimpeur
|   | Cycliste         | Équipe                  | Points |
| - | ---------------- | ----------------------- | ------ |
| 1 | Stefano Garzelli | Acqua & Sapone          | 67 pts |
| 2 | Alberto Contador | Saxo Bank-SunGard       | 58 pts |
| 3 | José Rujano      | Androni Giocattoli-CIPI | 43 pts |

### Classement du meilleur jeune
| Cycliste          | Équipe         | Temps | Temps            |
| ----------------- | -------------- | ----- | ---------------- |
| Roman Kreuziger   | Astana         | en    | 83 h 45 min 03 s |
| Steven Kruijswijk | Rabobank       | +     | 2 min 18 s       |
| Peter Stetina     | Garmin-Cervélo |       | 36 min 50 s      |

### Classement par équipes aux temps
| Équipe           | Temps | Temps           |
| ---------------- | ----- | --------------- |
| Astana           | en    | 251 h 9 min 2 s |
| Movistar         | +     | 9 min 30 s      |
| AG2R La Mondiale |       | 11 min 16 s     |

### Classement par équipes aux points
| Équipe                  | Points  |
| ----------------------- | ------- |
| Lampre-ISD              | 334 pts |
| Androni Giocattoli-CIPI | 299 pts |
| AG2R La Mondiale        | 289 pts |

## Abandon
Aucun.